# Route 130 (Nouveau-Brunswick)
Pour les articles homonymes, voir Route 130.
La route 130 est une route située à l'ouest du Nouveau-Brunswick. Elle longe le fleuve Saint-Jean et la route 2 sur une distance de 101 km (63 mi).

## Description du tracé

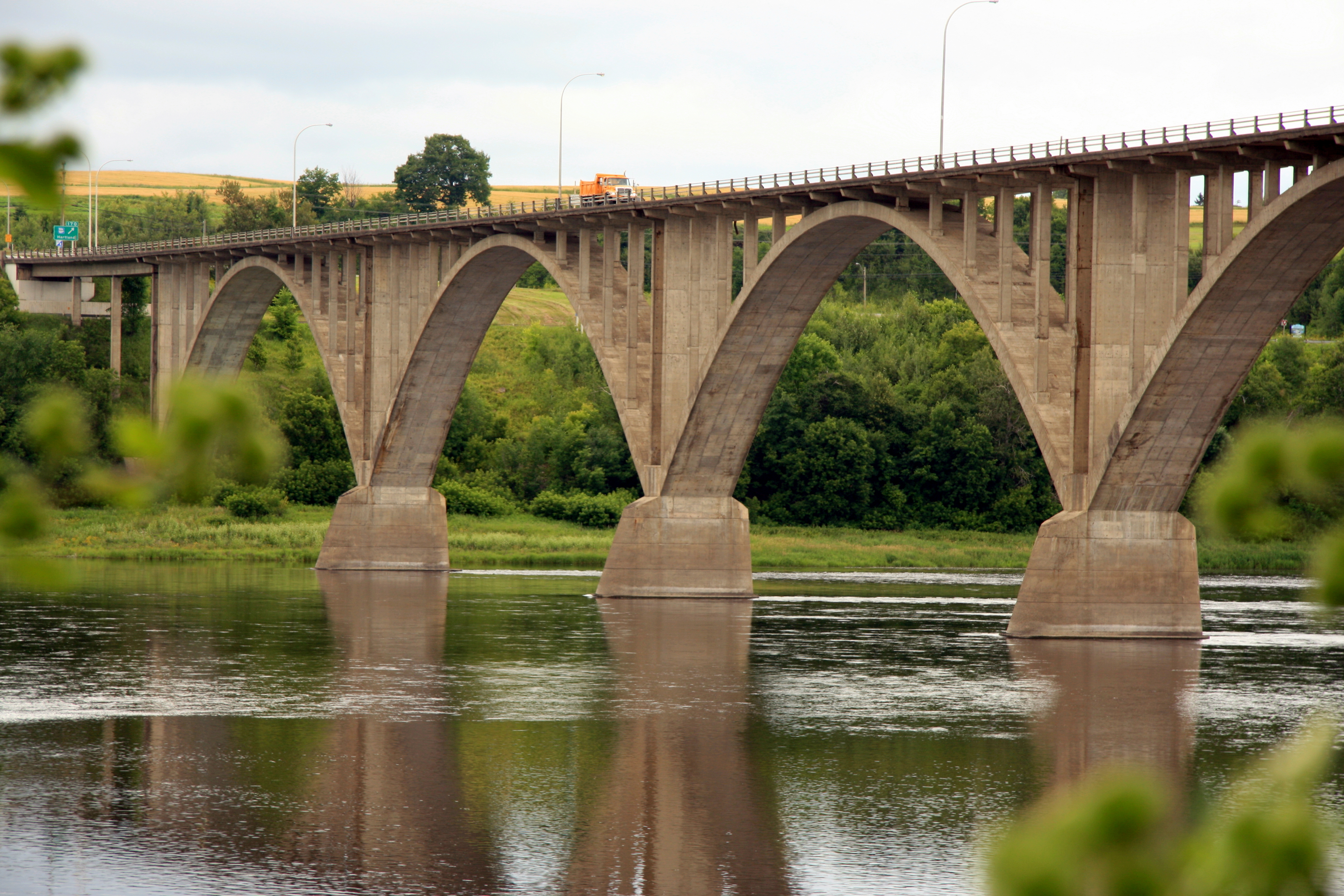
Le pont Hugh-John-Flemming.

La route 130 débute à la sortie 172 de la route 2, à Somerville. Elle se dirige d'abord vers l'est en traversant la ville, puis le fleuve Saint-Jean  sur le pont Hugh-John-Flemming, remplaçant l'ancien pont couvert de Hartland.
Elle passe ensuite au nord d'Hartland en possédant un échangeur avec la route 105. Elle longe ensuite la rive est du fleuve Saint-Jean pendant près de 20 km (12 mi) avant d'atteindre Florenceville-Bristol, où elle traverse à nouveau le fleuve Saint-Jean, pour le suivre sur plus de 40 km (25 mi), sur sa rive ouest, passant notamment par Wicklow et River de Chute. Elle atteint Perth-Andover où elle bifurque vers l'ouest pour rejoindre la route 2 et la suivre en la croisant à plusieurs reprises. Elle atteint alors Grand-Sault et traverse le centre-ville en étant nommée rue Portage. Elle se termine au nord de Grand-Sault, sur la route 108.

## Histoire

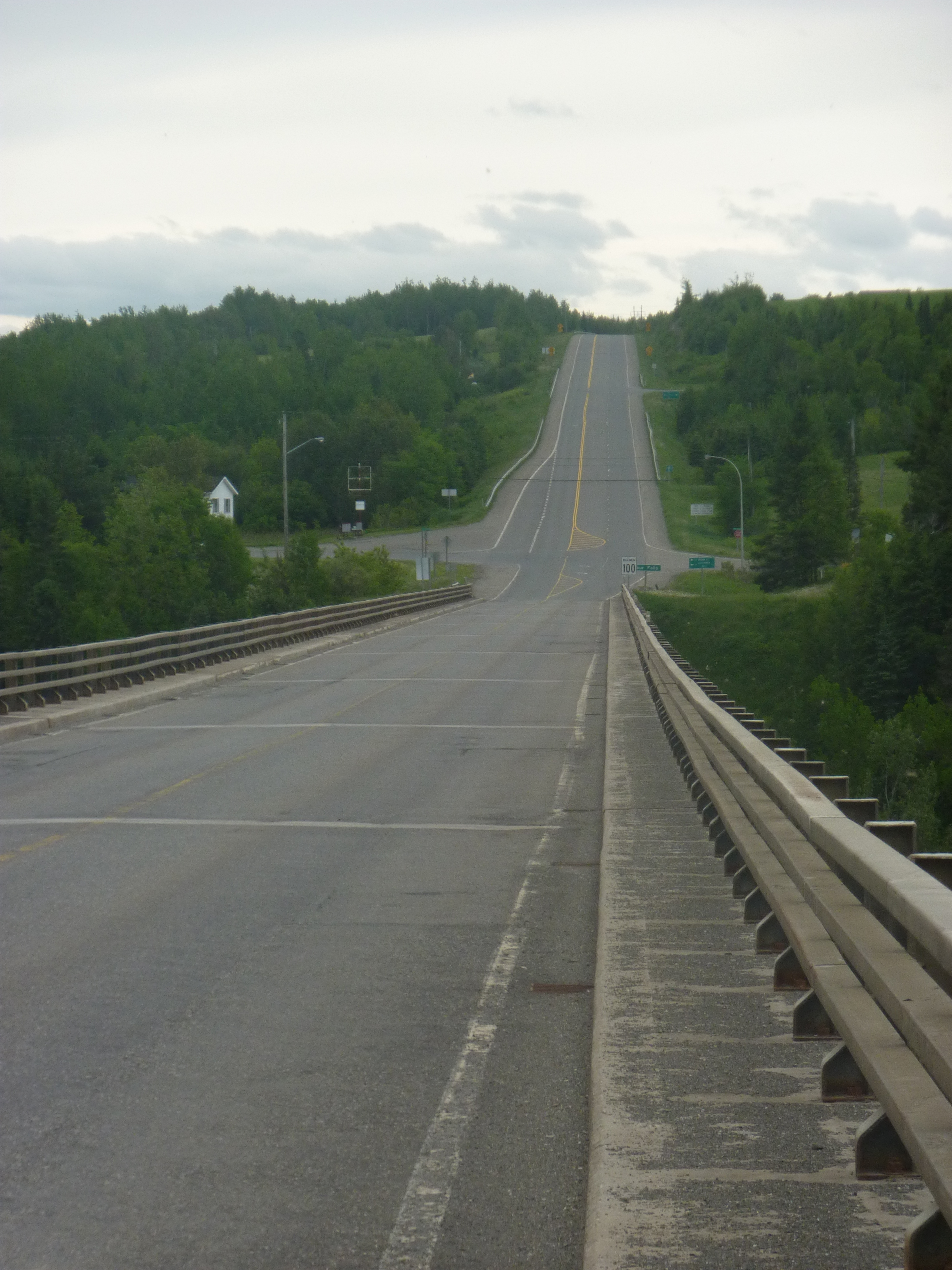
La route 130, près de Four Falls et d'Aroostook, section faisant autrefois partie de la route 2.

La route 130 fut créée en 1965 en tant que courte route reliant la Route Transcanadienne à Grand-Sault. Lorsque la nouvelle route 2 fut construite en 2007, la route 130 fut étendue sur plus de 95 km (59 mi) vers le sud, empruntant d'anciennes sections de la route 2 et une nouvelle route construite à Somerville, reliant l'ancienne route 2 à la sortie 172 de la nouvelle route 2.

## Intersections majeures
| Comté                                   | Ville                      | km     | Destinations                                                       | Notes                                                               |
| --------------------------------------- | -------------------------- | ------ | ------------------------------------------------------------------ | ------------------------------------------------------------------- |
| Carleton                                | Waterville                 | 0,00   | NB-2 – Fredericton, Edmundston                                     | Sortie 172 de la NB-2                                               |
| Carleton                                | Waterville                 | 1,30   | NB-590 sud – Waterville, Jacksonville                              | Terminus nord de la NB-590                                          |
| Carleton                                | Somerville                 | 4,30   | NB-103 – Simonds, Somerville                                       |                                                                     |
| Carleton                                | Limite Somerville–Hartland | 4,70   | Pont Hugh-John-Flemming au-dessus du fleuve Saint-Jean             | Pont Hugh-John-Flemming au-dessus du fleuve Saint-Jean              |
| Carleton                                | Hartland                   | 5,20   | NB-105 – Hartland                                                  | Échangeur                                                           |
| Carleton                                | Upper Brighton             | 6,00   | NB-104 sud – Millville                                             | Terminus nord de la NB-104                                          |
| Carleton                                |                            | 11,40  | Chemin Lansdowne – Peel, Mount Pleasant                            | Échangeur                                                           |
| Carleton                                | Florenceville-Bristol      | 23,00  | NB-105 – Florenceville-Bristol, Bath                               | Échangeur                                                           |
| Carleton                                | Florenceville-Bristol      | 23,30  | Traverse le fleuve Saint-Jean                                      | Traverse le fleuve Saint-Jean                                       |
| Carleton                                | Florenceville-Bristol      | 23,80  | Chemin Buttermilk Creek                                            | Échangeur; pas d'entrée en direction sud                            |
| Carleton                                | Florenceville-Bristol      | 25,10  | NB-110 ouest vers NB-2 – Centreville                               | Terminus est de la NB-110                                           |
| Carleton                                | River de Chute             | 45,80  | NB-560 sud – Upper Knoxford                                        | Terminus nord de la NB-560                                          |
| Victoria                                | Perth-Andover              | 62,80  | NB-109 vers NB-105 – Tobique Valley                                |                                                                     |
| Victoria                                | Perth-Andover              | 64,50  | NB-190 ouest – Carlingford, Fort Fairfield                         | Terminus est de la NB-190                                           |
| Victoria                                | Aroostook                  | 73,30  | NB-2 – Fredericton, Edmundston                                     | Sortie 107 de la NB-2                                               |
| Victoria                                | Four Falls                 | 74,30  | Traverse la rivière Aroostook                                      | Traverse la rivière Aroostook                                       |
| Victoria                                |                            | 81,00  | NB-2 – Fredericton, Edmundston                                     | Sortie 99 de la NB-2                                                |
| Victoria                                | Lower Portage              | 86,00  | NB-375 ouest – Limestone, Me                                       | Terminus est de la NB-375                                           |
| Victoria                                | Argosy                     | 91,90  | NB-2 – Fredericton, Edmundston                                     | Sortie 88 de la NB-2                                                |
| Victoria                                | Grand Falls Portage        | 97,10  | NB-2 nord – Edmundston                                             | Accès depuis et vers NB-2 nord seulement; sortie 83 de la NB-2 nord |
| Victoria                                | Grand-Sault                | 100,50 | Rue Main vers NB-218 ouest                                         |                                                                     |
| Victoria                                | Grand-Sault                | 101,40 | Traverse le fleuve Saint-Jean                                      | Traverse le fleuve Saint-Jean                                       |
| Victoria                                | Grand-Sault                | 101,50 | NB-108 vers NB-2 – Saint-André, Edmundston, Drummond, Plaster Rock |                                                                     |
| - Accès incomplet - Transition de route |                            |        |                                                                    |                                                                     |